# Neuronema flavum
Neuronema flavum is een insect uit de familie van de bruine gaasvliegen (Hemerobiidae), die tot de orde netvleugeligen (Neuroptera) behoort. 
Neuronema flavum is voor het eerst wetenschappelijk beschreven door Krüger in 1922.